# Sarkin Yamma
Sarkin Yamma est une localité et une commune rurale du Niger, département de Madarounfa, région de Maradi.

## Géographie
La localité de Sarkin Yamma Saboua est située à 17 km au nord du chef-lieu départemental Madarounfa.
| Tibiri | Tibiri       | Maradi |
| Tibiri | Sarkin Yamma | Safo   |
|        | Safo         |        |

## Histoire
La commune rurale de Sarkin Yamma instaurée en 2002, est issue du canton de Sarkin Yamma établi en 1944.

## Population
Lors du recensement général de 2012, la population communale est relevée à 36 557 habitants, dont 1 361 habitants pour la localité de Sarkin Yamma Saboua.

## Localités
La commune s'étend sur 44 villages, 15 hameaux et 7 camps au nord-ouest du département de Madarounfa.

## Services et infrastructures
- Centre de Santé Intégré (CSI) à Sarkin Yamma, Mazadou Abdou et Moullé Sofoua[5].
- Collège d'enseignement général (CEG) à Sarkin Yamma.
- Centre de formation des métiers (CFM) à Sarkin Yamma.